# Mahaji, Chikmagalur
Mahaji là một làng thuộc tehsil Chikmagalur, huyện Chikmagalur, bang Karnataka, Ấn Độ.